# Wit-Russische parlementsverkiezingen 2008
De Wit-Russische parlementsverkiezingen van 2008 vonden op 26 september van dat jaar plaats. De verkiezingen werden gewonnen door het blok van partijloze kandidaten die de regering van president Aleksandr Loekasjenko steunen.
Volgens de Organisatie voor Veiligheid en Samenwerking in Europa (OVSE) zijn de verkiezingen niet democratisch verlopen.

## Uitslag
| Wit-Russische parlementsverkiezingen 2019 Huis van Afgevaardigden            | Wit-Russische parlementsverkiezingen 2019 Huis van Afgevaardigden | Wit-Russische parlementsverkiezingen 2019 Huis van Afgevaardigden                   | Wit-Russische parlementsverkiezingen 2019 Huis van Afgevaardigden | Wit-Russische parlementsverkiezingen 2019 Huis van Afgevaardigden | Wit-Russische parlementsverkiezingen 2019 Huis van Afgevaardigden |
| Afbeelding                                                                   | Partij                                                            | Russisch Wit-Russisch                                                               | %                                                                 | Zetels                                                            | Verschil                                                          |
| ---------------------------------------------------------------------------- | ----------------------------------------------------------------- | ----------------------------------------------------------------------------------- | ----------------------------------------------------------------- | ----------------------------------------------------------------- | ----------------------------------------------------------------- |
|                                                                              | Communistische Partij van Wit-Rusland                             | Коммунистическая партия Беларуси Камуністы́чная па́ртыя Белару́сі                      |                                                                   | 6 / 110                                                           | -2                                                                |
| Logo BAP                                                                     | Agrarische Partij van Wit-Rusland                                 | Белорусская аграрная партия Беларуская аграрная партыя                              |                                                                   | 1 / 110                                                           | -2                                                                |
| Logo LDPB                                                                    | Liberaal-Democratische Partij van Wit-Rusland                     | Либерально-демократическая партия Беларуси Ліберальна-дэмакратычная партыя Беларусі |                                                                   | 0 / 110                                                           | -1                                                                |
|                                                                              | Partijloos(a)                                                     |                                                                                     |                                                                   | 103 / 110                                                         | +5                                                                |
|                                                                              | Overige partijen                                                  |                                                                                     |                                                                   | 0 / 110                                                           | -                                                                 |
| Totaal                                                                       | Totaal                                                            |                                                                                     | 100%                                                              | 110                                                               |                                                                   |
| (a): Waarvan de meesten zijn aangesloten bij het pro-regime blok Belaja Roes |                                                                   |                                                                                     |                                                                   |                                                                   |                                                                   |
| Bron: Elections to the Belarusian HoR 2008                                   |                                                                   |                                                                                     |                                                                   |                                                                   |                                                                   |